# Giulia (Vorname)
Giulia ist ein italienischer weiblicher Vornamen.

## Herkunft und Bedeutung
→ Hauptartikel: Julia
Giulia ist die italienische Variante des weiblichen Namens Julia.

## Varianten
- Giuliana
- Diminutiv: Giulietta
- Männliche Formen: Giulio, Giuliano

## Namensträgerinnen

### Vorname
Giulia
- Giulia Anghelescu (* 1984), rumänische Pop-Dance-Sängerin und DJ
- Giulia Becker (* 1991), deutsche Autorin, Fernsehmoderatorin und Musikerin
- Giulia Brunetti (1908–1986), italienische Kunsthistorikerin
- Giulia Caminito (* 1988), italienische Schriftstellerin
- Giulia Casoni (* 1978), italienische Tennisspielerin
- Giulia Crescenzi (* 1996), italienische Tennisspielerin
- Giulia Dragoni (* 2006), italienische Fußballspielerin
- Giulia Emmolo (* 1991), ehemalige italienische Wasserballspielerin
- Giulia Enders (* 1990), deutsche Sachbuch-Autorin und Ärztin
- Giulia Farnese (1474–1524), genannt la Bella, Mätresse des Papstes Alexander VI
- Giulia Fogolari (1916–2001), italienische Prähistorikerin
- Giulia Follina (* 1950), deutsche Schauspielerin
- Giulia Gabba (* 1987), ehemalige italienische Tennisspielerin
- Giulia Galli, US-amerikanische Physikerin und Materialwissenschaftlerin
- Giulia Gatto-Monticone (* 1987), italienische Tennisspielerin
- Giulia Gianesini (* 1984), italienische Skirennläuferin
- Giulia Goldammer (* 1993), deutsch-italienische Schauspielerin
- Giulia Gorlero (* 1990), ehemalige italienische Wasserballspielerin
- Giulia Grisi (1811–1869), italienische Opernsängerin (dramatischer Sopran)
- Giulia Gwinn (* 1999), deutsche Fußballspielerin
- Giulia Lacedelli (* 1971), italienische Curlerin
- Giulia Lama (1681–1747), italienische Malerin
- Giulia Mastrelli Anzilotti (1927–1999), italienische Philologin und Dialektologin
- Giulia Masotti, genannt La Dori (um 1650–1701), italienische Sängerin und Primadonna
- Giulia Mignemi (* 1999), italienische Ruderin
- Giulia Momoli (* 1981), italienische Beachvolleyballspielerin
- Giulia Morlet (* 1995), französische Tennisspielerin
- Giulia Piersanti (* 1976), italienische Modedesignerin
- Giulia Rizzi (* 1989), italienische Degenfechterin
- Giulia Rubini (* 1935), italienische Schauspielerin
- Giulia Salzano (1846–1929), italienische Ordensschwester und Gründerin der Suore Catechiste del Sacro Cuore
- Giulia Senn (* 2001), Schweizer Sprinterin
- Giulia Spagnulo (* 1996), italienische Comickünstlerin
- Giulia Steingruber (* 1994), Schweizer Kunstturnerin
- Giulia Stürz (* 1993), italienische Skilangläuferin
- Giulia Tonelli (* 1983), italienische Ballerina
- Giulia Zanderighi (* 1974), italienische Physikerin

Giuliana
- Giuliana Baigorria (* 2005), argentinische Leichtathletin
- Giuliana Bestetti (* 1997), italienische Tennisspielerin
- Giuliana Bordoni (auch Giuliana Bordoni Brengola, 1920–1999), italienische Pianistin und Musikpädagogin
- Giuliana Calandra (1936–2018), italienische Schauspielerin
- Giuliana Farfalla (* 1996), deutsches Model und eine Reality-TV-Teilnehmerin
- Giuliana Fiorentino Tedeschi (1914–2010), italienische Holocaustüberlebende
- Giuliana Gamba (* 1953), italienische Filmregisseurin
- Giuliana Jakobeit (* 1976), deutsche Synchronsprecherin und Hörspielsprecherin
- Giuliana Chenal Minuzzo (1931–2020), italienische Skirennläuferin
- Giuliana Olmos (* 1993), mexikanische Tennisspielerin
- Giuliana Oroná (* 2005), uruguayische Leichtathletin
- Giuliana Poletti Corrales (* 2000), paraguayische Beachvolleyballspielerin
- Giuliana Sgrena (* 1948), italienische Journalistin
- Giuliana De Sio (* 1957), italienische Schauspielerin
- Giuliana Sorge (1903–1987), italienische Pädagogin
- Giuliana Werro (* 1999), Schweizer Skilangläuferin

Giulietta
- Giulietta Guicciardi (1784–1856), österreichische Adlige, Klavierschülerin von Beethoven
- Giulietta Martelli-Tamoni (1890–1975), italienische Krankenschwester, Journalistin und Dichterin
- Giulietta Masina (1921–1994), italienische Schauspielerin
- Giulietta Simionato (1910–2010), italienische Opernsängerin (Mezzosopran und Alt)

### Künstlername
- Giulia Siegel (* 1974), eigentlich Julia Anna Marina Siegel (* 1974; weiteres Pseudonym Giulia Legeis), deutsches Model